# Prescott (Ontario)
Prescott (offiziell Town of Prescott) ist eine Gemeinde im Südosten der kanadischen Provinz Ontario. Sie liegt in den United Counties of Leeds and Grenville, wird jedoch nicht vom County verwaltet. Prescott ist eine „separated municipalitiy/separated town“ und hat den Status einer Single Tier (einstufigen Gemeinde).

## Lage
Die Gemeinde liegt am Nordufer des Sankt-Lorenz-Strom, etwa 90 Kilometer südlich von Ottawa bzw. etwa 190 Kilometer südwestlich von Montreal. Einige Kilometer östlich der Gemeinde, aber bereits nicht mehr innerhalb der Gemeindegrenzen, befindet sich die Ogdensburg-Prescott International Bridge.

## Geschichte
Nach dem Amerikanischen Unabhängigkeitskrieg wurde der Loyalist Edward Jessup, ein United Empire Loyalist, vom britischen König George III. für seine Treue zur Krone mit 1200 Morgen Land ausgezeichnet. Im Jahr 1810 beschloss Jessup dann einen Teil seines Landes in eine Stadt umzuwandeln. Diese von ihm gegründete Stadt benannte er nach General Robert Prescott, Gouverneur von Kanada von 1796 bis 1799. Die Stadt Prescott wuchs aufgrund ihrer Lage am Anfang/Ende der Stromschnellenserie zwischen hier und Montreal schnell, da alle Boote und Schiffe in Prescott Waren und Personen zwischen kleineren und größeren Schiffen umladen mussten. In dem sich daraus entwickelnden Hafen hat heute die Kanadische Küstenwache eine Basis, die „CCG Base Prescott“ und dort mehrere Schiffe beheimatet, unter anderem den leichten Eisbrecher CCGS Griffon.
Als es dann zum Krieg von 1812, dem Zweiten Unabhängigkeitskrieg kam, wurde in Prescott das Fort Wellington errichtet, welches heute eine National Historic Site of Canada ist.
Auch nach dem Krieg entwickelte sich die Gemeinde weiter. Die Fertigstellung der Kanäle zur Umgehung der Stromschnellen, welche heute Teil des Sankt-Lorenz-Seeweg sind, im Jahr 1848 führte jedoch zu einem Niedergang des Speditionshandels. 1850 hatte die Gemeinde trotzdem ungefähr 2400 Einwohner. Zeitnah wurde die Gegend dann durch eine Eisenbahnstrecke der Grand Trunk Railway erschlossen. Der bis 1855 errichtete Bahnhof Prescott ist heute ebenfalls eine „National Historic Site“.

## Demografie
Der Zensus im Jahr 2016 ergab für die Siedlung eine Bevölkerungszahl von 4222 Einwohnern, nachdem der Zensus im Jahr 2011 für die Siedlung eine Bevölkerungszahl von noch 4284 Einwohnern ergeben hatte. Die Bevölkerung hat damit im Vergleich zum letzten Zensus im Jahr 2011 entgegen dem Trend in der Provinz um 1,4 % abgenommen, während der Provinzdurchschnitt bei einer Bevölkerungszunahme von 4,6 % lag. Im Zensuszeitraum 2006 bis 2011 hatte die Einwohnerzahl in der Siedlung noch leicht um 2,5 % zugenommen, während sie im Provinzdurchschnitt um 5,7 % zunahm.

## Verkehr
Prescott liegt am Ontario Highway 401. Außerdem verläuft eine Strecke der Canadian National Railway (CN) durch den Ort.

## Söhne und Töchter der Stadt
- Richard Scott (1825–1913), Politiker und Minister
- Bruce Hutchison (1901–1992), Schriftsteller und Journalist
- Leo Boivin (1932–2021), Eishockeyspieler, -trainer und -scout